# Makkari (Hokkaidō)
Makkari (真狩村, Makkari-mura) est un village du district d'Abuta, situé dans la sous-préfecture de Shiribeshi, sur l'île de Hokkaidō, au Japon.

## Géographie

### Situation
Le village de Makkari est situé dans le Sud-Est de la sous-préfecture de Shiribeshi, sur l'île de Hokkaidō, au Japon. Au nord du village, se dresse le mont Yōtei.

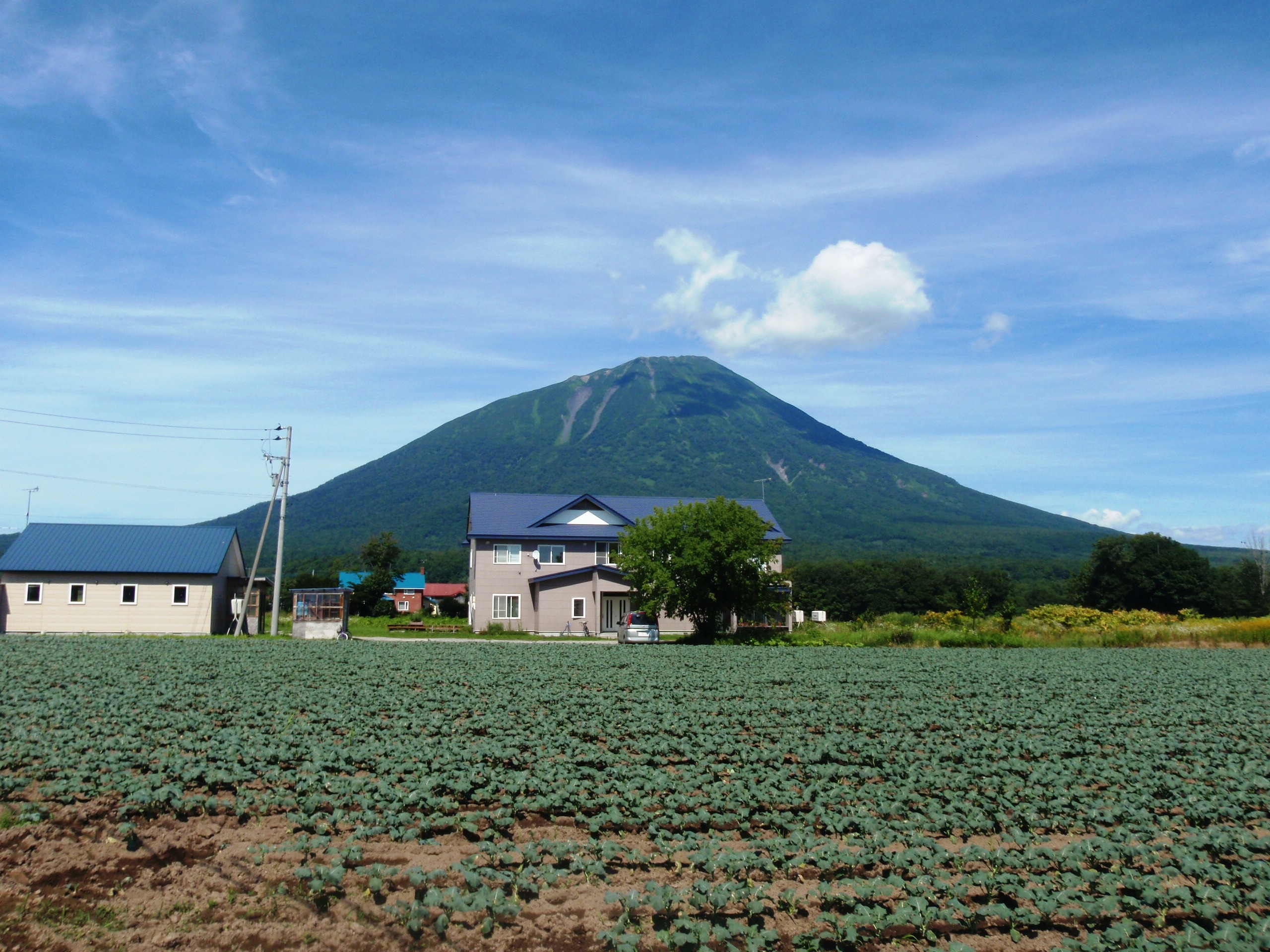
Le mont Yōtei depuis Makkari.

### Démographie
Au 1er janvier 2016, la population de Makkari s'élevait à 2 088 habitants répartis sur une superficie de 114,25 km2.